# Északkelet-Egyesült Államok

A Népszámlálási Hivatal által Északkelet-Egyesült Államokként definiált régió, bár más testületek másként határozzák meg a régiót.

Az Északkelet-Egyesült Államok az Amerikai Egyesült Államok egyik, a Népszámlálási Hivatal által létrehozott régiója.

## Összetétel
A régió kilenc államból, a új-angliai Connecticutből, Maine-ből, Massachusettsből, New Hampshire-ből, Rhode Islandből és Vermontból és a Közép-atlanti államokból: New Jersey-ből, New Yorkból és Pennsylvaniából áll. A Népszámlálási Hivatal régióit "többnyire... adatgyűjtésre és analízisre használják" Nem minden régiódefiníció azonos a Népszámlálási Hivatala által használt definícióval.

## Demográfiai adatok

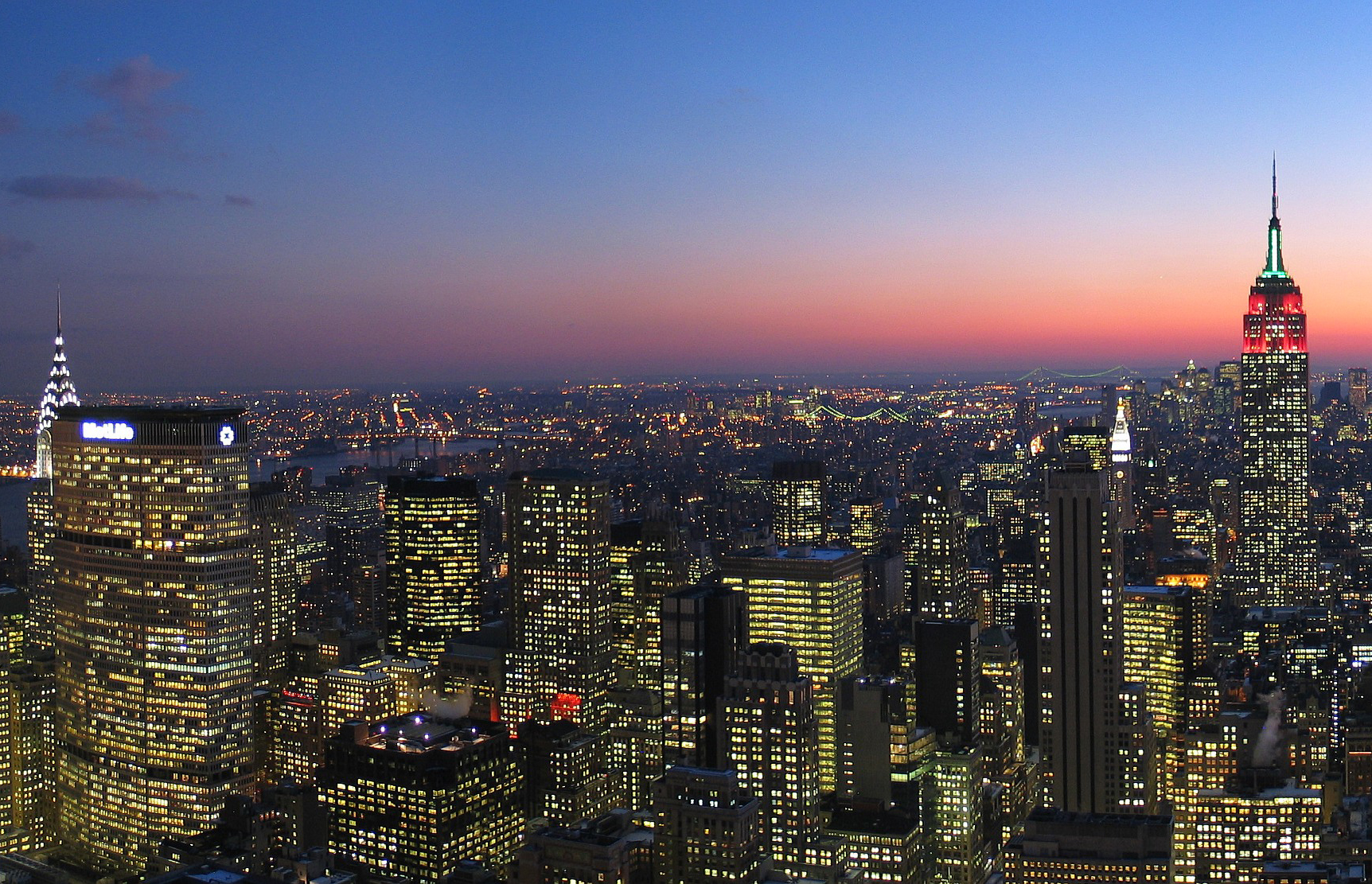
New York, az Egyesült Államok legnépesebb városa.

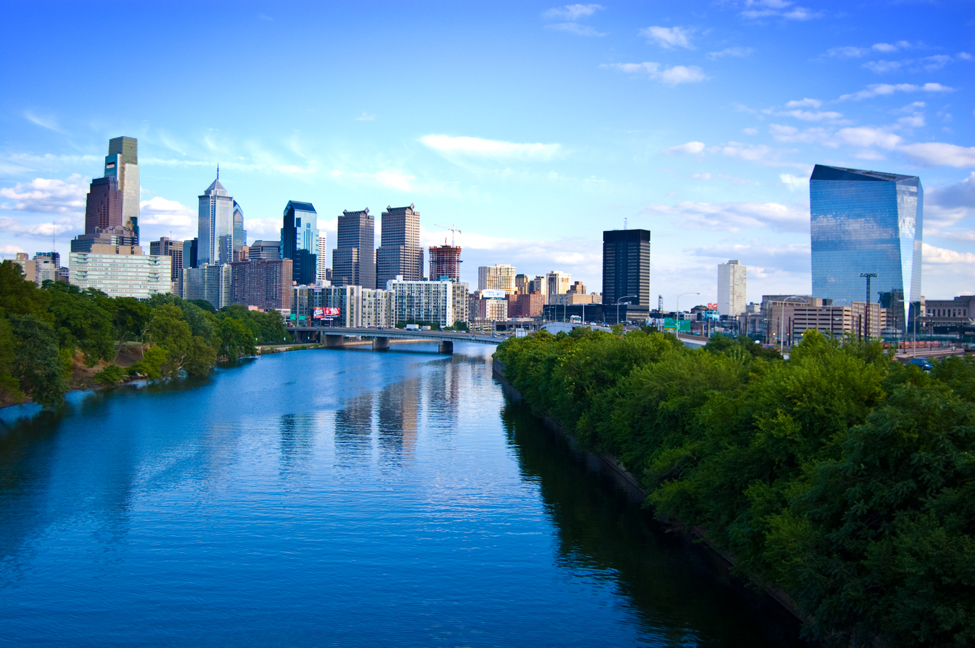
Philadelphia, az északkeleti régió második és az Egyesült Államok ötödik legnépesebb városa.

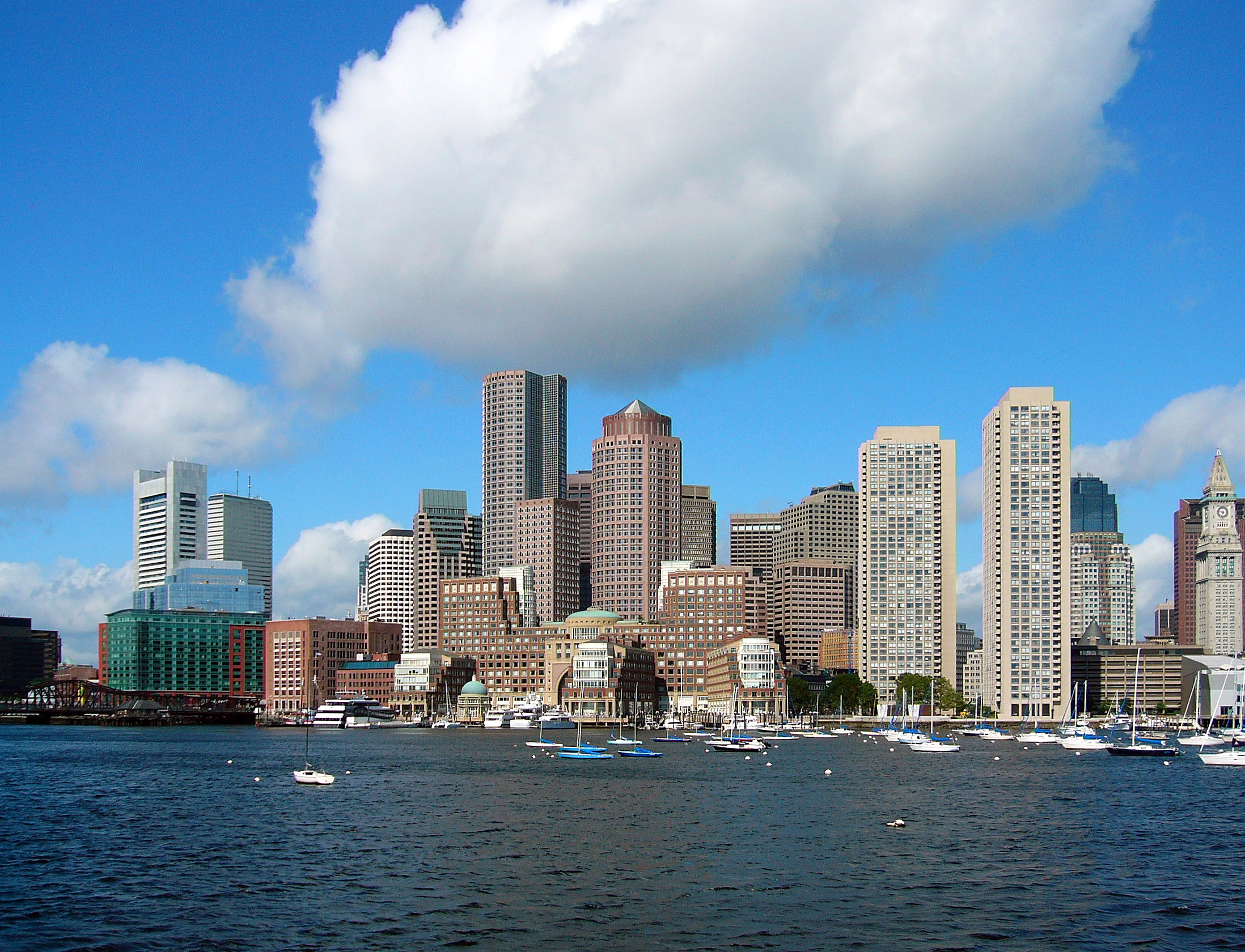
Boston, Új-Anglia legnépesebb és az északkeleti régió harmadik legnépesebb városa.

A régió az Egyesült Államok GDP-jének nagyjából negyedét adta 2007-ben. A 2010-es népszámlálás adatai szerint a régió összlakossága 55 317 240 fő volt.
| Rang | Metropoliszi terület | Állam      | Népesség a 2010-es népszámlálás adatai szerint |
| ---- | -------------------- | ---------- | ---------------------------------------------- |
| 1    | New York             | CT, NJ, NY | 18 897 109                                     |
| 2    | Philadelphia         | DE, NJ, PA | 5 965 343                                      |
| 3    | Boston               | MA, NH     | 4 552 402                                      |
| 4    | Pittsburgh           | PA         | 2 356 285                                      |
| 5    | Providence           | MA, RI     | 1 600 852                                      |
| 6    | Hartford             | CT         | 1 212 381                                      |
| 7    | Buffalo              | NY         | 1 135 509                                      |
| 8    | Rochester            | NY         | 1 054 323                                      |

| Rang | Város        | Állam | Népesség a 2010-es népszámlálás adatai szerint |
| ---- | ------------ | ----- | ---------------------------------------------- |
| 1    | New York     | NY    | 8 175 133                                      |
| 2    | Philadelphia | PA    | 1 526 006                                      |
| 3    | Boston       | MA    | 617 594                                        |
| 4    | Pittsburgh   | PA    | 305 704                                        |
| 5    | Newark       | NJ    | 277 140                                        |
| 6    | Buffalo      | NY    | 261 310                                        |
| 7    | Jersey City  | NJ    | 247 597                                        |
| 8    | Rochester    | NY    | 210 565                                        |
| 9    | Yonkers      | NY    | 195 976                                        |